# Културолошки хришћани
Културолошки хришћани или секуларни хришћани су секуларне особе изнад било које религије, али које цене хришћанску културу и негују хришћанске обичаје на основу породичног порекла, личних искустава или друштвеног и културолошког окружења у којем су одрасле.
Културолошки хришћани или секуларни хришћани могу имати различите интимне ставове секуларности, као што су: слободоумност, атеизам, агностицизам, скептицизам, секуларни хуманизам, научни скептицизам, рационализам, ирелигиозност, неинституционални теизам без религије (деизам, пантеизам и сл.), али негују хришћанске обичаје на основу породичног порекла, културолошког или друштвеног окружења у којем су одрасли.
У односу на термине "културолошки хришћанин" или "секуларни хришћанин", супротни изрази су "библијски хришћанин", "активни хришћанин" или "верујући хришћанин".
Израз "културолошки хришћанин" може се даље класификовати према хришћанској деноминацији, нпр. "културолошки православни хришћанин", "културолошки католички хришћанин", "културолошки англикански хришћанин" и тако даље.

## Рано модерно доба
Деисти из 18. и почетка 19. века, попут француског лидера Наполеона и разних очева оснивача Сједињених Америчких Држава, сматрају се делом хришћанске културе, упркос њиховој сумњи у божанску природу Исуса.

## Модерна Европа
У 21. веку, отворени британски атеиста, хуманиста и биолог, Ричард Докинс, у неколико интервјуа назива себе "културолошким хришћанином" и "културолошким англиканским хришћанином".

### Француска
Председник Француске, Емануел Макрон, идентификовао се као културолошки хришћанин тако што је за себе изјавио да је католички хришћански агностик.

### Немачка
Немачки канцелар, Олаф Шолц, идентификовао се као културолошки хришћанин, тако што је изјавио да има секуларне ставове, али да цени хришћанску културу.

### Хрватска
Председник Хрватске, Зоран Милановић, идентификовао се као културолошки хришћанин, тако што је изјавио да је атеиста, али да негује хришћанске обичаје.

### Белорусија
Председник Белорусије, Александар Лукашенко, идентификовао се као културолошки православни хришћанин тако што је за себе изјавио да је православни хришћански атеиста.